# Selah (Washington)
Selah je grad u američkoj saveznoj državi Washington. Prema popisu stanovništva iz 2010. u njemu je živjelo 7.147 stanovnika.